# میدان نفتی کو-ملوب-ساپ
میدان نفتی کو-ملوب-ساپ (انگلیسی: Ku-Maloob-Zaap) از میدان‌های نفتی مکزیک است، که در سال ۱۹۷۹ کشف شد و هم‌اکنون به‌طور متوسط روزانه معادل ۸۵۳ هزار بشکه نفت خام از این میدان تولید می‌شود.